# Generalplan Ost

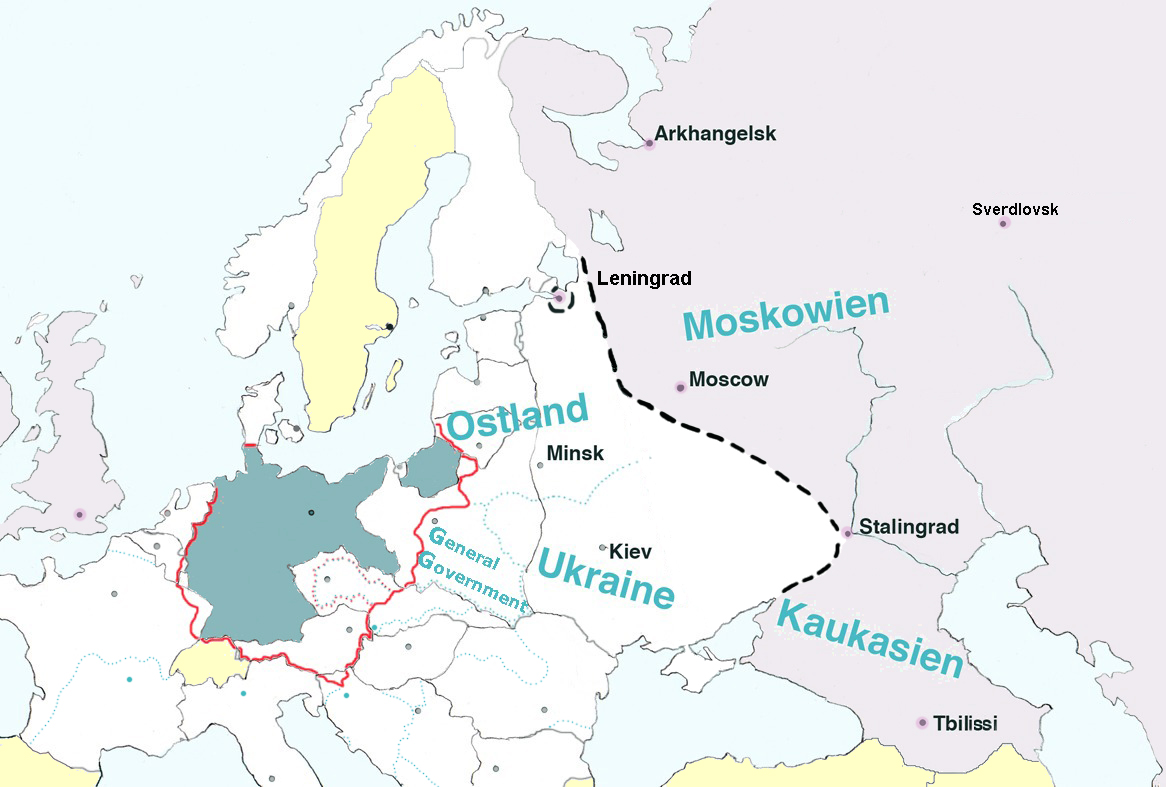
Evropa s hranicemi před druhou světovou válkou ukazující rozšíření Generalplanu Ost.
VYSVĚTLIVKY: Tmavě šedá – Německo (Německá Říše). Tečkovaná černá čára – rozšíření detailního plánu „druhé fáze osídlování“. Světle šedá – plánované území administrativních jednotek Říšského komisariátu; jejich jména psaná modrou barvou jsou Ostland (1941-1945), Ukrajina (1941-1944), Moskva (nezrealizovaná) a Kaukasus (nebyl zrealizován)

Mapa k dokumentu 5: Generální plán Východu se základnami a pochody v Pobaltí, Polsku, Bělorusku, Ukrajině a Krymu (Plánování institutu pro zemědělství a agrární politiku Humboldtovy univerzity v Berlíně)

Generalplan Ost (GPO) byl německý plán genocidy obyvatelstva teritorií okupovaných Německem ve východní Evropě během 2. světové války a po jejím ukončení a kolonizace těchto území německým obyvatelstvem. Akce byla připravena v roce 1941 a schválena o rok později. Plán navazoval na Hitlerovy plány Lebensraum a měl být splněn po uskutečnění záměru okupace východní Evropy – plánu Drang nach Osten. Generalplan Ost vycházel jednak z nacistických plánů o osídlení Evropy germánskou rasou, jednak z rasových předsudků, podle nichž byli Slované nižší rasou – podlidi, něm. Untermensch.

## Vznik a podoba
Plán se zrodil v plánovacím štábu Říšského komisaře pro upevňování němectví (RKF), jímž byl Heinrich Himmler. Tento přísně tajný dokument, který znali jen nejvyšší představitelé nacistického Německa, se v originále nedochoval, ale po válce byl (ve dvou verzích) rekonstruován z různých navazujících memorand a dokumentů. Plán předpokládal, že dojde k vysídlení na východ až za Ural či částečnému vyhlazení asi 50 milionů obyvatel východní Evropy – Rusů, Poláků, Bělorusů, Ukrajinců, Židů i příslušníků pobaltských národů. Existence plánu byla potvrzena SS-Standartenführerem Dr. Hansem Ehlichem, který byl jako vysoký úředník RSHA odpovědný za zpracování návrhů plánu.
Finální verze této etnické čistky byla rozdělen do dvou částí: Kleine Planung („malý plán”), který plánoval akce, které měly být uskutečněny během války, a Grosse Planung („velký plán”), který plánoval akce, jenž měly být podniknuty po vítězné válce v dlouhodobém časovém horizontu do 30 let.
Malý plán měl být uveden do praxe ihned, jakmile Němci obsadí území na východě. Tímto způsobem byla připravena jako jedna z prvních realizace germanizace polského území. V časovém horizontu 10 let mělo dojít k úplnému zničení polského národa formou vyhlazení nebo vystěhování za Ural. Stejný osud čekal i další slovanské národy, přičemž pro součet vyhlazení a vystěhování byla u jednotlivých národů stanovena rozdílná procenta:
- 80–85 % Poláci
- 50–75 % Češi
- 55–75 % Bělorusové
- 55–65 % Ukrajinci
- 65–85 % Rusové v evropské části Sovětského svazu

Do plánů na vystěhování měly být zahrnuty i ostatní slovanské národy a také např. Litevci. U Slovanů, kteří podle německých plánů směli zůstat v „německém životním prostoru“, bylo počítáno s tím, že budou sloužit jako otroci v německých továrnách či na zemědělských velkostatcích německých majitelů, přičemž nebudou moci mít děti a dojde tak k jejich přirozenému vymizení. U části tzv. „rasově vhodných“ Slovanů mělo dojít k jejich poněmčení.

## Realizace

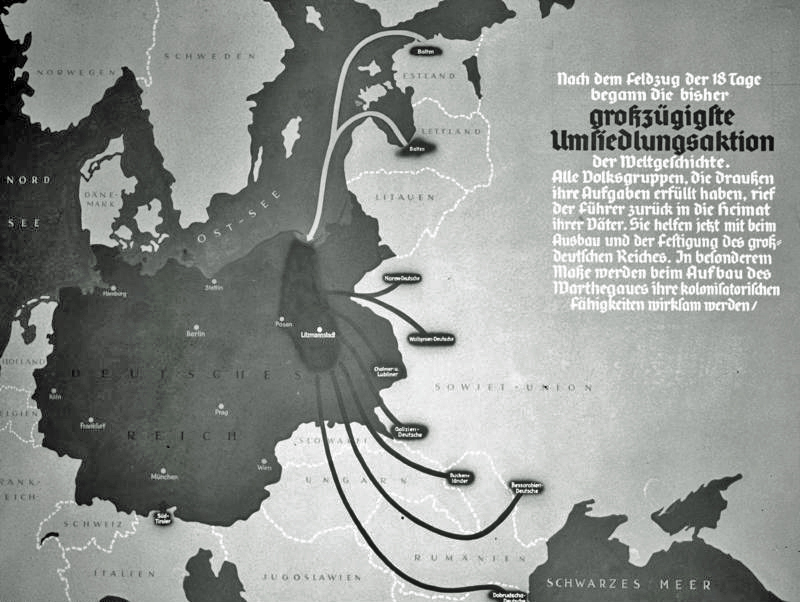
Němečtí kolonisté přesídlili během akce „Heim ins Reich„ („Zpátky do Říše“) na zabraná polská území

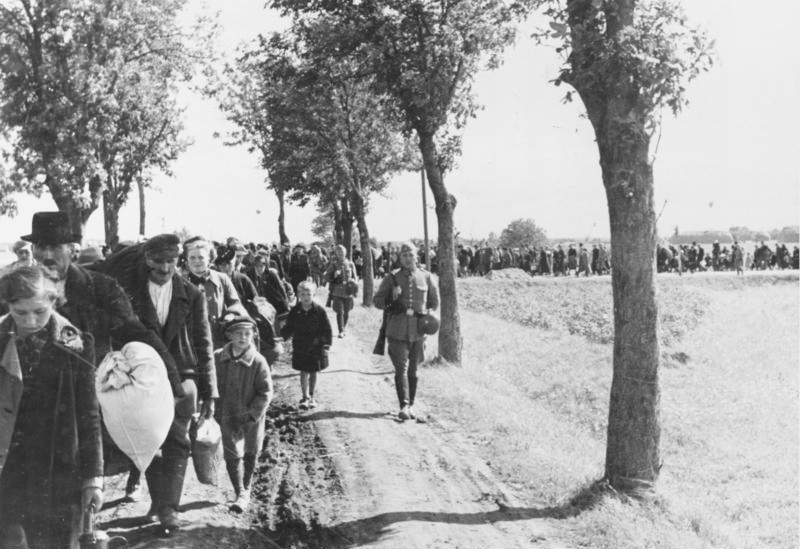
Vysídlení Poláků z Velkopolska

Malý plán se začal jako první realizovat v Polsku, kde bylo v rámci operace Tannenberg popraveno přes 20 tisíc příslušníků polské elity. Po ní následovala akce „Inteligence“, při níž bylo zabito přes 40 tisíc polských intelektuálů. Německá okupační moc zavedla v Polsku, resp. v Generálním gouvernementu a na okupovaných polských územích politiku teroru, přičemž prováděla hromadné veřejné popravy i exekuce rolníků, které měly zastrašovat ostatní obyvatelstvo. Postupně docházelo k vysídlování z oblastí určených k další germanizaci a násilnému zabírání zemědělské půdy, přičemž bylo ze svých domovů vyhnáno několik stovek tisíc Poláků. V roce 1941 bylo rozhodnuto, že dojde k úplnému zničení polského národa a v Polsku zůstanou 3–4 milióny Poláků, kteří budou sloužit německým kolonistům jako otroci. Jedním z kroků tohoto plánu bylo násilné odebírání rasově „vhodných“ polských dětí na „převýchovu“ do německých rodin. Násilnická politika vůči Polákům vedla k tomu, že Polsko mělo vedle SSSR největší procentuální ztráty civilistů ve druhé světové válce, jejich počet činil 5,6 mil. (z toho 3 mil. Židé). K dalším zemím s největším počtem zabitých civilistů patřila Jugoslávie s půl miliónem mrtvých (převážně Srbů).
Samostatnou kapitolou je počet zabitých Rusů, Ukrajinců a Bělorusů na územích okupovaných Němci, kde byla zahájena politika genocidy, teroru a vyhladovění. Již v průběhu války byly vypáleny tisíce vesnic z různých důvodů, ať už to byla skutečná či domnělá pomoc partyzánům, nebo cílená likvidace určitých oblastí. Odhaduje se, že v Bělorusku zahynula až čtvrtina tehdejší populace. V prvním roce po napadení Sovětského svazu Němci zabili nebo nechali zemřít hlady asi 3 miliony sovětských válečných zajatců.
V Protektorátu Čechy a Morava byly rozpracovány dílčí plány na germanizaci českého prostoru, které jsou známy pod názvem „Konečné řešení české otázky“. Tato koncepce postupného ovládnutí Čech a Moravy Němci zapadala do věcného i časového plánu Generalplánu Ost.